# امردینگن
امردینگن (به آلمانی: Amerdingen) یک شهر در آلمان است که در بایرن واقع شده‌است.

## خصوصیات
امردینگن ۱۹٫۱۰ کیلومترمربع مساحت دارد ۵۰۲-۵۶۱ متر بالاتر از سطح دریا واقع شده‌است.